# Premio Oswald Veblen en Geometría
El Premio Oswald Veblen en Geometría es un premio estadounidense, otorgado por la Sociedad Matemática Americana por notables investigaciones en geometría o topología. Fue fundado en 1961 en memoria del matemático y profesor estadounidense Oswald Veblen. El Premio Veblen Prize entrega 5000 dólares y se premia cada tres años. 
La lista de galardonados:
- 1964, Christos Papakyriakopoulos
- 1964, Raoul Bott
- 1966, Stephen Smale
- 1966, Morton Brown y Barry Mazur
- 1971, Robion Kirby
- 1971, Dennis Sullivan
- 1976, William Thurston
- 1976, James Harris Simons
- 1981, Mikhail Gromov
- 1981, Shing-Tung Yau
- 1986, Michael Freedman
- 1991, Andrew Casson y Clifford Taubes
- 1996, Richard Hamilton y Gang Tian
- 2001, Jeff Cheeger, Yakov Eliashberg, y Michael J. Hopkins
- 2004, David Gabai
- 2007, Peter Kronheimer, Tomasz Mrowka, Peter Ozsváth, y Zoltán Szabó
- 2010, Tobias Colding y William Minicozzi II; Paul Seidel
- 2013, Ian Agol y Daniel Wise
- 2016, Fernando Codá Marques y André Neves
- 2019, Xiuxiong Chen, Simon Donaldson y Song Sun.
- 2022, Michael Hill, Michael Hopkins y Douglas Ravenel.
- 2025, Soheyla Feyzbakhsh y Richard Thomas